# Інадаптація

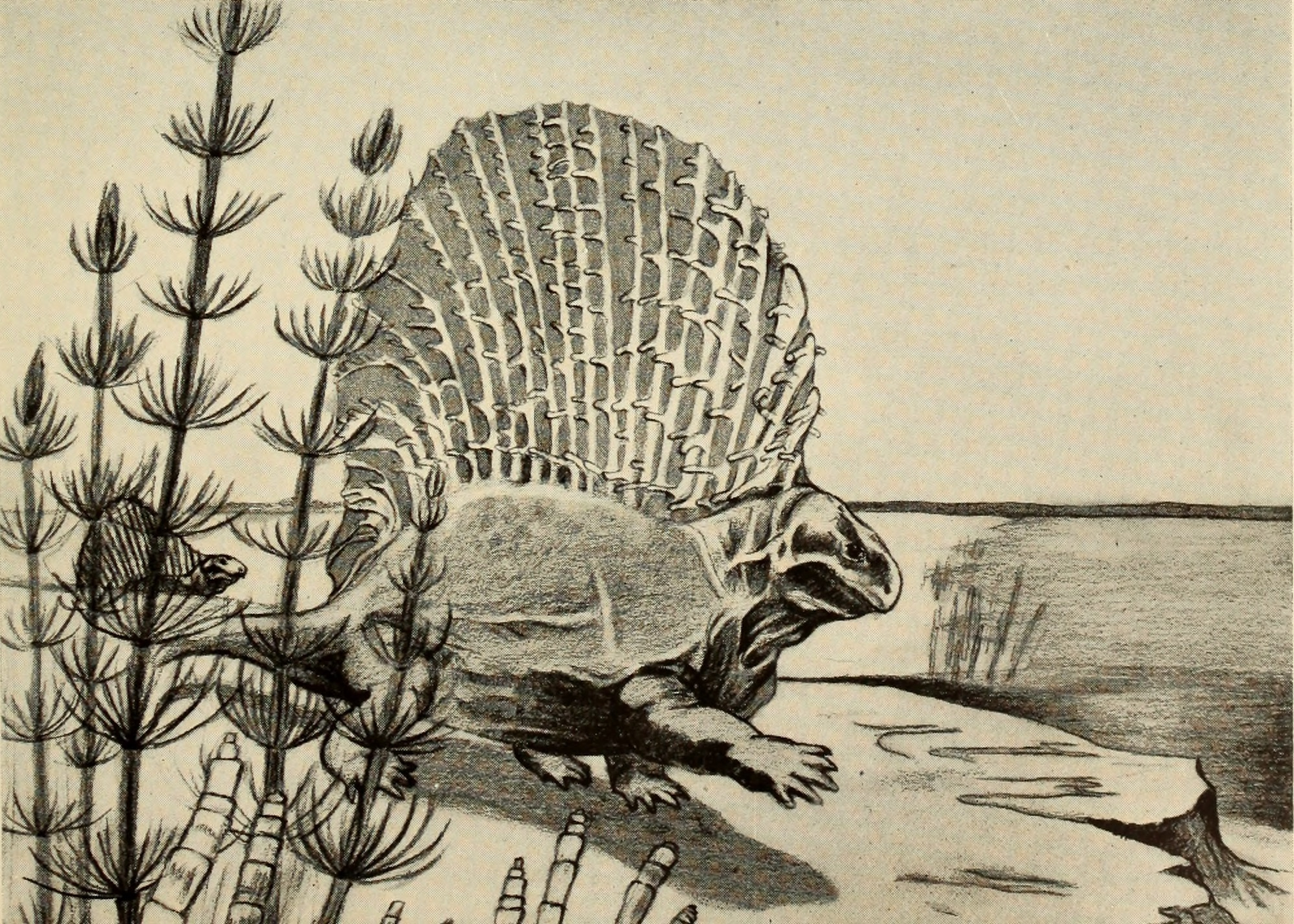
Вимирання деяких груп зумовлене інадаптацією

Інадаптація (лат. in — префікс, який означає заперечення, відсутність чогось чи проникнення в щось і лат. adaptatio, від adapto — пристосовую) — еволюційний процес, при якому пристосування до певних умов існування призводить до виникнення внутрішніх протиріч в організмі, які перешкоджають його подальшому вдосконаленню; сукупність в окремих груп тварин таких пристосувань, які в ході еволюції виявляються недосконалими й пізніше зумовлюють вимирання цих груп.
При цьому відношення між змінюваними і пов'язаними з ними структурами залишаються сталими, також не змінюється загальна біологічна організація. 

## Історія
Поняття «інадаптація» запропонував у 1873 році В. Ковалевський, який уперше описав інадаптивну еволюцію на прикладі філогенетичних перетворень кінцівок парнокопитних ссавців. У зв'язку з пристосуванням до швидкого бігу по щільному ґрунту в копитних відбувалася редукція бічних пальців. У деяких форм (Anthracotherium, Entelodon тощо) вона завершувалася швидше, ніж відповідна перебудова зап'ястка і заплесна, в результаті чого формувалася механічно неміцна кінцівка. Вважають, що це могло стати однією з причин вимирання форм при конкуренції з тими парнокопитними, еволюційні перетворення кінцівок яких відбувалися повільніше, але гармонійніше. 

## Суть
Природний добір сприяє будь-якій зміні, яка підвищує пристосованість організмів на певному етапі, але така зміна при подальших еволюц. перетвореннях може виявитися неефективною, тобто адаптивна зміна може з часом стати інадаптивною. Інадаптивність можна спостерігати також на рівні популяцій чи угрупувань. У складній системі неможливо покращити один параметр, не вплинувши на інші і не знизивши загальної життєздатності, водночас спостерігають певну стійкість структур і функціональних кореляцій. 
Відповідно до принципу адаптивного компромісу, сформульованого О. Расніциним, процес адаптації має обмеження: оптимізація будь-якої системи, що розвивається, за кожним окремим параметром супроводжується зменшенням її оптимальності за всіма іншими параметрами. Отже, оптимізація будь-якої біосистеми можлива лише в порядку досягнення компромісу між суперечливими вимогами оптимізації різних її параметрів і цілим. Якщо вимоги різні, то прогресивна оптимізація кожного з параметрів виявить їх суперечливість. Досягнутий рівень адаптивної компромісу не може бути змінений без тимчас. втрати пристосованості. Отже, еволюційний процес складається з 3-х етапів: інадаптація (однобічна зміна за умов однобічного відбору), евадаптація (доведення організації до всебічно пристосованої при відповідній зміні відбору), стазис (тривале стійке існування).